# Design e programação de jogos

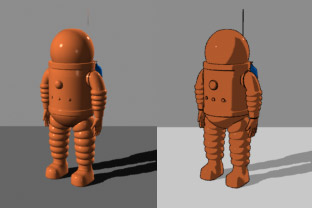
A modelagem tridimensional é uma ferramenta essencial para um designer de jogos.

Design e programação de jogos, também conhecido como graduação tecnológica em jogos digitais, é um curso superior de tecnologia, reconhecido pelo MEC, que visa a criação, desenvolvimento e implementação de jogos em diversas plataformas, como computador, consoles de videogame, jogos online na Internet, jogos de celular, entre outros.
Os tecnólogos em design e programação de jogos podem criar jogos de vários estilos diferentes, como os de entretenimento, educativos, jogos que transmitem mensagens publicitárias ou até mesmo simuladores de treinamento profissional e empresarial.
É uma graduação relativamente recente no Brasil, onde sua oferta por enquanto é relativamente restrita, porém vêm crescendo ao decorrer do aumento da demanda.[carece de fontes?] Entre o segundo semestre de 2014 ao primeiro semestre de 2015 por exemplo, na cidade do Rio de Janeiro haviam somente duas universidades ofereciam estes cursos, que eram a Universidade Estácio de Sá e o Instituto Infnet. Porém, em 2017 podíamos contar com pelo menos 5 opções incluindo a Univeridade Veiga de Almeida, o Centro Universitário IBMR e Instituto Federal de Educação, Ciência e Tecnologia do Rio de Janeiro (IFRJ), que é a primeira faculdade federal do brasil a ofertar tal curso desde o segundo semestre de 2015.
Diferente das graduações relacionadas a desenvolvimento de jogos em outros países, como no EUA, por exemplo onde as disciplinas de desenvolvimento são comumente e estritamente separadas das disciplinas de design em dois cursos distintos (Game Development e Game Design ou Game Arts), no Brasil, as universidades comumente mesclam as disciplinas de desenvolvimento que são do eixo de exatas (matemática aplicada, algorítimos, programação, física aplicada) com as disciplinas de design do eixo de artes (desenho artístico, teoria das cores, modelagem e animação 3D) em um único curso.[carece de fontes?]
Geralmente podem ter de 4 a 6 semestres de duração, sendo 5 semestres, duração mais comum encontrada.[carece de fontes?]

## Principais temas abordados
É importante o aluno buscar escolher uma grade que enfatize mais a área que pretende trabalhar no futuro. Se o aluno pretender ser um programador é melhor ele buscar mais disciplinas de desenvolvimento, se pretender ser designer é melhor buscar disciplinas relacionadas a design. Há também a possibilidade de ser um profissional generalizado e versátil tentando dominar um pouco dos dois. Tal perfil é bem aceito em empresas e pequeno porte ou start-ups devido a redução de custos, mas em grandes estúdios multimilionários, para projetos de alto orçamento e padrão de qualidade elevado, cada profissional especialista fica responsável por atuar em uma determinada função específica. Há casos, não raros inclusive, que as áreas são subdivididas em áreas ainda menores. Por exemplo programadores especialistas em interfaces gráficas, programadores especialistas em física, programadores especialistas em conexão em rede etc. Existem outras disciplinas como Game Design e Level Design que são difíceis de classificar se pertence ao eixo de exatas ou de artes, pois essas duas áreas estão mais relacionadas a montagem do projeto do que a manufaturação em si O Game Designer por exemplo, geralmente é o líder do projeto. Ele não precisa ser necessariamente um programador ou um artista. Ele é responsável pela criação e implementação das regras, mecânicas, funcionamentos e funcionalidades do jogo. O Level Designer até pode parecer um pouco com artes, mas fica difícil afirmar pois ele pode simplesmente montar o cenário e não necessariamente fazer a modelagem dos objetos contidos nele. Isso é relativo, variando de equipe para equipe e das atribuições de cada profissional
Abaixo, alguns exemplos de possíveis temas que podem ser abordados dentro do curso de jogos digitais.
Observação: Não são todos que são abordados devido ao curto espaço de tempo (5 semestres em média), e quais são os escolhidos varia de universidade para universidade.

### Desenvolvimento (exatas)

#### Programação de computadores
- Algoritmos
- Orientação a objetos
- Linguagens de programação
- Linguagens de script
- Game engines
- Banco de dados
- Programação em Rede
- Inteligência artificial
- Computação gráfica

#### Matemática aplicada
- Coordenadas cartesianas
- Vetores
- Matrizes
- Geometria
- Funções

#### Física aplicada
- Movimento (Uniforme e Acelerado)
- Dinâmica
- Mecânica
- Sistema de Partículas
- Corpos rígidos
- Colisões
- Gravitação

### Design (Artes)

#### Artes Visuais (2D)
- Desenho artístico
- Desenho vetorial
- Teoria das cores
- Design gráfico
- Softwares de Computação Gráfica 2D (Adobe Photoshop, Adobe Illustrator, GIMP, Corel Draw etc)
- Design de personagens
- Concept art
- Criação de texturas

#### Artes Visuais (3D)
- Modelagem 3D
- Rigging
- Iluminação
- Animação 3D
- Renderização
- Computação gráfica e efeitos especiais
- Softwares de computação gráfica 3D (Autodesk Maya, Autodesk 3DS Max, Blender, ZBrush)
- Aplicação de texturas e criação de materiais

### Outros
- Composição de enredo
- Roteirização
- Design de jogos
- Level design
- Sonoplastia
- Dublagem
- Gestão de projetos
- Marketing

## Área de atuação e mercado
O profissional graduado em jogos digitais é versátil e está apto a trabalhar a participar do processo de design e de desenvolvimento de jogos. Porém engana-se que o profissional limita-se a somente criar jogos. Muitas empresas de publicidade também usam profissionais da área de criação de jogos para criar peças publicitárias interativas. Não só peças publicitárias podem ser requisitadas mais uma gama de serviços corporativos e até mesmo industriais podem ser construídos de maneira interativa e lúdica. Esse fenômeno vem sendo chamado de "gamificação". Um exemplo de segmento que vêm experimentando aplicar o conceito de gamificação com sucesso é Recursos Humanos. Muitas empresas usam pequenos jogos ou atividades interativas digitais no processo de recrutamento e seleção de novos colaboradores.

### Mercado internacional
O mercado internacional de jogos, especialmente o americano, já está há décadas consolidado. A Rockstar Games por exemplo, em setembro de 2013 faturou mais 1 bilhão de dólares em apenas 3 dias após o lançamento de um dos títulos da sua franquia mais aclamada, o Grand Theft Auto V. Estima-se que a indústria mundial dos games já movimenta muito mais do que a indústria do cinema.[carece de fontes?]

#### Salários no exterior
Os profissionais da indústria dos games são bem pagos no exterior. Abaixo poderemos analisar alguns dos pisos, médias e tetos salariais dos profissionais da área (desconsiderando o nível hierárquico e de experiência - Júnior, Pleno ou Sênior)
Observação: Usamos usar os Estados Unidos como parâmetro.
Game Developer (Desenvolvedor, Programador de Jogos)
- Piso Aproximado: ~US$ 40.000,00 (quarenta mil dólares) anuais (cerca de US$ 3.333,33 - três mil trezentos e trinta e três dólares e trinta e três centavos ao mês)
- Média Aproximada: ~ US$ 65.000,00 anuais (cerca de US$ US$ 5.416,66 ao ano)
- Teto Aproximado: ~ US$ 95.000,00 ~ US$ 100.000 anuais (cerca de US$ 7.916,66 ~ US$ 8.333,33 ao mês)

Game Artist (Artistas e Designers)
Teto Aproximado: ~US$ 65.000,00 ~ anuais US$ 75.000,00 anuais
Game Designers e Produtores
Teto Aproximado: ~US$ 75.000,00 ~ anuais US$ 85.000,00 anuais
Marketing, Gestão e Negócios
Teto Aproximado: ~US$ 90.000,00 ~ anuais US$ 105.000,00 anuais